# Tel Jišma'el
Tel Jišma'el (hebrejsky: תל ישמעאל) je pahorek o nadmořské výšce cca - 250 metrů v severním Izraeli, v Bejtše'anském údolí.
Leží v severní části zemědělsky intenzivně využívaného Bejtše'anského údolí, cca 8 kilometrů severovýchodně od města Bejt Še'an a 1,5 kilometru jihovýchodně od vesnice Bejt Josef. Má podobu nevýrazného odlesněného návrší, u nějž ústí vádí Nachal Jisachar do řeky Jordán.